# Бис(триметилсилил)амид натрия
Бис(триметилсилил)амид натрия — химическое соединение
с формулой NaN[(CH3)3Si]2,
бесцветные кристаллы,
легко гидролизуется.

## Получение
- Реакция гексаметилдисилазана и амида натрия:

{\displaystyle {\mathsf {[(CH_{3})_{3}Si]_{2}NH+NaNH_{2}\ {\xrightarrow {}}\ NaN[(CH_{3})_{3}Si]_{2}+NH_{3}}}}

## Физические свойства
Бис(триметилсилил)амид натрия образует бесцветные кристаллы,
легко гидролизуется.
Растворяется в инертных органических растворителях.